# Hippomonavella gymnae
Hippomonavella gymnae är en mossdjursart som beskrevs av Gordon 1984. Hippomonavella gymnae ingår i släktet Hippomonavella och familjen Bitectiporidae. Inga underarter finns listade i Catalogue of Life.